# Città del Paraguay
In questa voce sono raccolte delle città del Paraguay.

## Città più popolose
- Asunción - 524.200
- Ciudad del Este - 296.600
- San Lorenzo - 254.400
- Luque - 247.800
- Capiatá - 228.400
- Lambaré -	173.900
- Fernando de la Mora - 170.400
- Limpio - 136.300
- Ñemby - 131.00
- Mariano Roque Alonso - 99.700

Altre città del Paraguay:
- Acahay
- Alberdi
- Areguá
- Bella Vista
- Caacupé
- Caaguazú
- Caazapá
- Capitán Bado
- Carapeguá
- Colonia Benjamín Aceval
- Colonia Nueva Italia
- Concepción
- Coronel Bogado
- Coronel Oviedo
- Curuguaty
- Doctor Pedro P. Peña
- Encarnación
- Eusebio Ayala
- Fuerte Olimpo
- General Artigas
- General Eugenio A. Garay
- Guarambaré
- Hernandarias
- Horqueta
- Itá
- Itacurubi
- Itauguá
- Iturbe
- Mariscal Estigarribia
- Mayor Pablo Lagerenza
- Paraguarí
- Pedro Juan Caballero
- Pilar
- Pirayú
- Piribebuy
- Puerto Bahia Negra
- Puerto Cooper
- Puerto la Esperanza
- Puerto la Victoria
- Puerto Pinasco
- Quiindy
- Rosario
- San Antonio
- San Bernardino
- San Estanislao
- San Ignacio
- San José de los Arroyos
- San Juan Bautista
- San Lázaro
- San Pedro
- Santa Rosa
- Sapucai
- Tobatí
- Villa Hayes
- Villarrica
- Villeta
- Yaguarón
- Ybycuí
- Ygatimí
- Ypacaraí
- Yuty